# Anunciación
En el ámbito cristiano se conoce como la Anunciación (del latín annuntiatio), también llamada Anunciación a la Santísima Virgen María, la Anunciación de Nuestra Señora o la Anunciación del Señor,  en griego, Ο Ευαγγελισμός της Θεοτόκου,  al episodio de la vida de la Virgen María en el que el ángel Gabriel le anuncia que va a ser la madre de Jesús. Este episodio aparece narrado en el Evangelio de Lucas (Lc 1:26-38). Es entonces cuando el ángel se presenta ante ella y le anuncia su maternidad.

## Texto bíblico

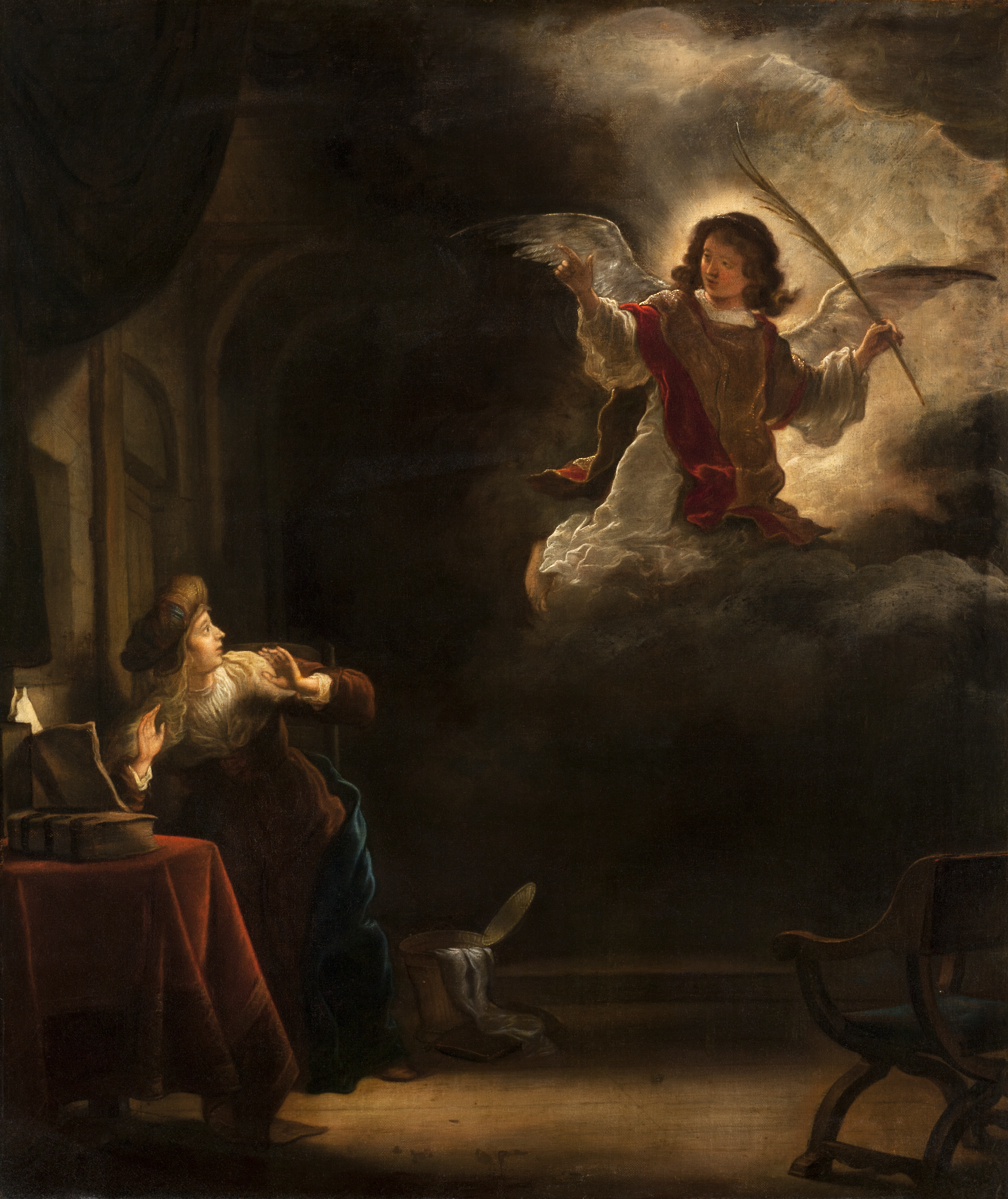
The Annunciation de Salomon Koninck, 1655, Hallwyl Museum, Estocolmo

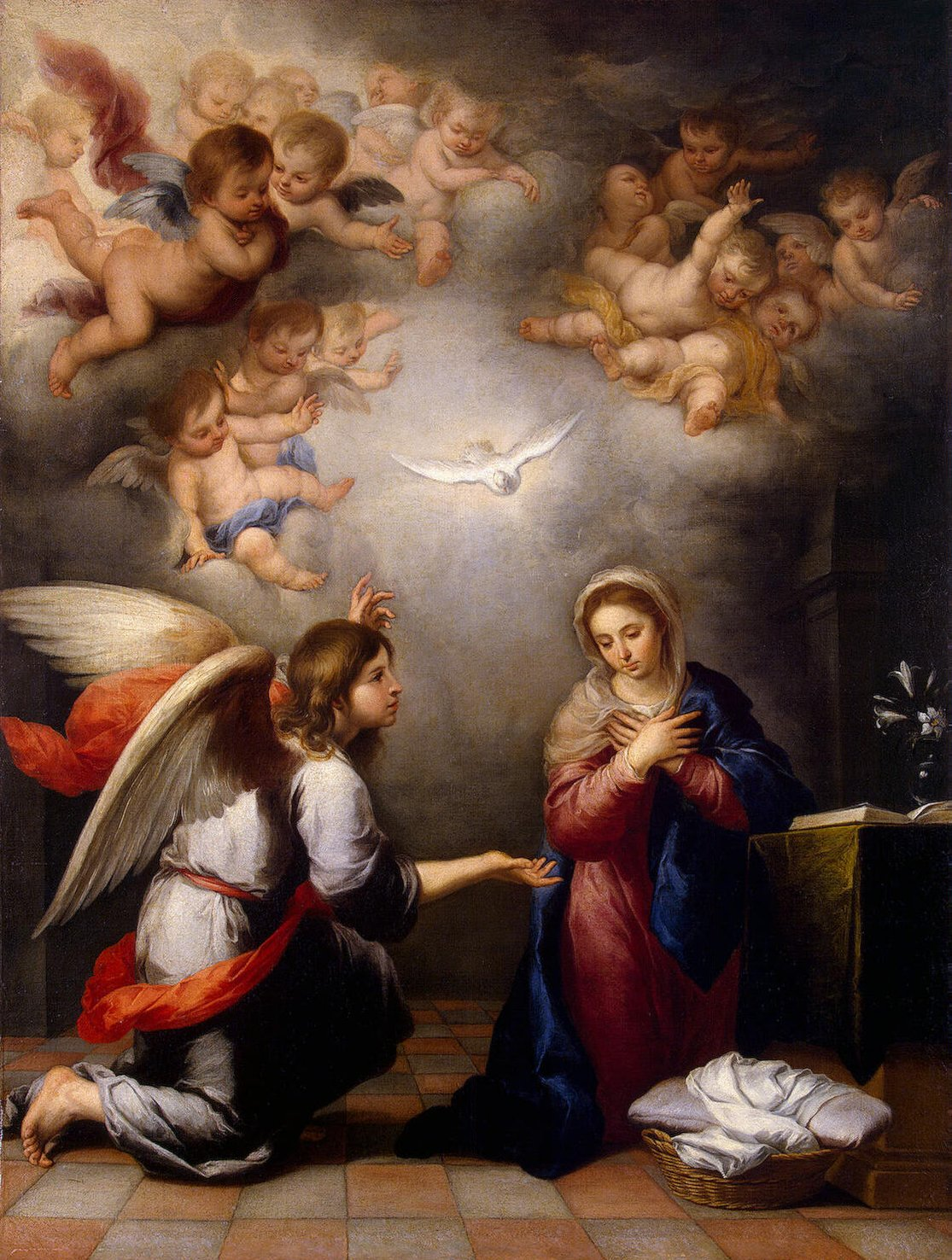
La Anunciación de Murillo, 1655–1660, Hermitage Museum, Saint Petersburg

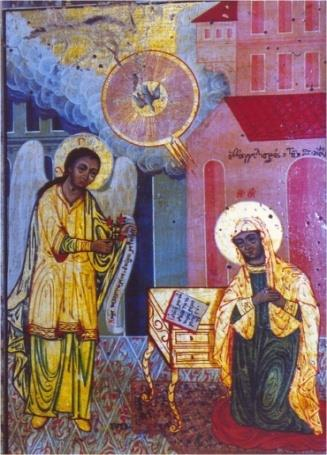
La Anunciación (Evangelismos). Ícono anónimo de estilo ortodoxo, 1825, Museo de la Iglesia del Obispado de Tesalónica

Según el Evangelio de Lucas, 1; 26:38

En el sexto mes fue enviado el ángel Gabriel de parte de Dios a una ciudad de Galilea llamada Nazaret, a una virgen desposada con un varón de nombre José, de la casa de David. El nombre de la virgen era María. Y entró donde ella estaba y le dijo: —Dios te salve, llena de gracia, el Señor es contigo. Ella se turbó al oír estas palabras, y consideraba qué podía significar este saludo. Y el ángel le dijo: —No temas, María, porque has hallado gracia delante de Dios: concebirás en tu seno y darás a luz un hijo, y le pondrás por nombre Jesús. Será grande y será llamado Hijo del Altísimo; el Señor Dios le dará el trono de David, su padre, reinará eternamente sobre la casa de Jacob y su Reino no tendrá fin. María le dijo al ángel: —¿De qué modo se hará esto, pues no conozco varón? Respondió el ángel y le dijo: —El Espíritu Santo descenderá sobre ti, y el poder del Altísimo te cubrirá con su sombra; por eso, el que nacerá Santo será llamado Hijo de Dios. Y ahí tienes a Isabel, tu pariente, que en su ancianidad ha concebido también un hijo, y la que llamaban estéril está ya en el sexto mes, porque para Dios no hay nada imposible. Dijo entonces María: —He aquí la esclava del Señor, hágase en mí según tu palabra. Y el ángel se retiró de su presencia.

## Historia
La fiesta de la Anunciación se celebraba ya en el siglo IV o V. Las primeras menciones ciertas de la fiesta se encuentran en un canon, de los Consejo de Toledo en el año 656, donde se describe que se celebra en toda la Iglesia, y en otro del Concilio Quinisexto en Trullo en el año 692, en el que se prohibía la celebración de cualquier fiesta durante la Cuaresma, exceptuando el Día del Señor (domingo) y la Fiesta de la Anunciación. Un Sínodo de Worcester, Inglaterra, en 1240, prohibió todo trabajo servil en la fiesta. Como esta fiesta celebra la Encarnación de la Segunda Persona de la Santísima Trinidad, muchos Padres de la Iglesia, entre ellos San Atanasio, San Gregorio de Nisa y San Agustín, han expuesto sobre ella.
Desde la historia más antigua, la fiesta se ha celebrado el 25 de marzo, conmemorando tanto la creencia de que el equinoccio de primavera no sólo fue el día de la el acto de la Creación de Dios sino también el comienzo de la redención de Cristo de esa misma Creación. Toda la antigüedad cristiana consideró el 25 de marzo como el día real de la muerte de Jesús. La opinión de que la Encarnación también tuvo lugar en esa fecha se encuentra en la obra pseudo-cipriana De Pascha Computus, c. 240. Dice que la venida de Jesús y su muerte debieron coincidir con la creación y la caída de Adán. Y como el mundo fue creado en primavera, Cristo también fue concebido y murió poco después del equinoccio de primavera. Cálculos similares se encuentran en la temprana y posterior Edad Media, y a ellos deben su origen las fechas de la fiesta de la Anunciación y de la Navidad. En consecuencia, los antiguos martirologios asignan al 25 de marzo la creación de Adán y la crucifixión de Jesús; también, la caída de Lucifer, el paso de Israel por el Mar Rojo y la inmolación de Isaac. La Leyenda Dorada medieval identifica el 25 de marzo no sólo con la fecha de la Creación y la Anunciación, sino también con un gran número de otros acontecimientos significativos de la «historia de la salvación», entre ellos el Viernes Santo de la crucifixión y muerte de Cristo.
En la tradición de las Iglesias occidentales (Iglesia católica, Anglicana, Luterana y Ortodoxia de rito occidental), la fiesta se traslada si es necesario para evitar que caiga durante la Semana Santa o la Semana de Pascua o en un domingo del calendario litúrgico. Para evitar que caiga en un domingo anterior a la Semana Santa, se celebraría en su lugar el día siguiente (26 de marzo). En años como 2016, 2018 y 2024 en los que el 25 de marzo cayó dentro de la Semana Santa o de la Semana de Pascua, la Anunciación se traslada al lunes siguiente a la Octava de Pascua, es decir, al lunes siguiente al segundo domingo de Pascua.
En la tradición de las Iglesias orientales, (ortodoxa, ortodoxas orientales, y católicas orientales) la fiesta de la Anunciación no se traslada bajo ninguna circunstancia. Tienen liturgias especiales combinadas para aquellos años en que la Anunciación coincide con otra fiesta. En estas iglesias, incluso el Viernes Santo se celebra una Divina Liturgia cuando coincide con la Anunciación. Una de las acusaciones más frecuentes que se lanzan contra los  neo-calenduristas es el hecho de que en las iglesias del Nuevo Calendario (que celebran la Anunciación según el Nuevo Calendario pero la Pascua según el Calendario Antiguo), estas liturgias especiales ya no pueden celebrarse, ya que la Anunciación es siempre mucho antes de la Semana Santa en el Nuevo Calendario. Los viejos calendarios creen que esto empobrece la vida litúrgica y espiritual de la Iglesia.
La fecha está cerca del equinoccio de 
primavera , al igual que la Navidad lo está del solsticio de invierno; por ello, la Anunciación y la Navidad eran dos de los cuatro días especiales en la Inglaterra medieval y moderna temprana, que marcaban las divisiones del año fiscal (los otros dos eran las Fiestas Juninas, o la Natividad de San Juan Bautista, el 24 de junio, y Michaelmas, la fiesta de San Miguel, el 29 de septiembre).
Cuando el sistema de calendario de Anno Domini fue introducido por primera vez por Dionisio el exiguo en el año 525 d. C., asignó el comienzo del año nuevo al 25 de marzo, porque según la doctrina cristiana, la era de la gracia comenzó con la Encarnación de Cristo en la Anunciación, fecha en la que se cree que Jesucristo fue concebido en la Virgen María por el Espíritu Santo.
El Papa Juan Pablo II estableció el 25 de marzo como el Día del Niño por Nacer, por su conmemoración de la concepción de Jesús.

## Interpretación de la Iglesia católica
una figura central en la doctrina cristiana, especialmente en el contexto de la Encarnación. La creencia en la virginidad de  María, su concepción sin intervención de varón y la dualidad de Jesús como verdadero hombre e Hijo de Dios son aspectos fundamentales de la teología cristiana, especialmente en la tradición católica.
El misterio de la Encarnación, como se describe en el pasaje, se basa en los relatos bíblicos, especialmente en las narrativas del Evangelio de Lucas. Los Padres de la Iglesia y la Tradición de la Iglesia han sostenido estas verdades como fundamentales para la fe cristiana, y los creyentes las viven y reflexionan a través de prácticas como el Ángelus.
El pasaje destaca algunas diferencias entre el anuncio del nacimiento de Juan el Bautista y el de Jesús. Mientras que el primero ocurrió en la grandiosidad del Templo de Jerusalén, el segundo tuvo lugar en la humilde aldea de Nazaret en Galilea, una localidad no mencionada en el Antiguo Testamento. Además, la situación de Isabel y Zacarías, una pareja anciana que deseaba tener hijos, contrasta con la situación de María, una virgen que no había pedido un hijo y expresaba su asombro ante el mensaje del ángel.
En el cristianismo, la figura de María es venerada como la Madre de Jesús y una figura ejemplar de fe. La comprensión de su papel en la Encarnación y la aceptación de estas verdades son esenciales para la teología cristiana, y el misterio se vive y celebra en la liturgia y las devociones, como el Ángelus mencionado en el pasaje.

una virgen desposada con un varón que se llamaba José, de la casa de David»; en cambio, para Dios, es la «llena de gracia» y, sin embargo, Ella se tiene a sí misma como la «esclava del Señor». Y esto se llevó a cabo de esta manera, porque Dios «desde toda la eternidad, la eligió y la señaló como Madre para que su Unigénito Hijo tomase carne y naciese de ella en la plenitud dichosa de los tiempos; y en tal grado la amó por encima de todas las criaturas, que sólo en Ella se complació con señaladísima complacencia».

Al meditar la escena, cada cristiano podría hacer suya la oración de  san Bernardo: 

Oíste, Virgen, que concebirás y darás a luz a un hijo; oíste que no será por obra de varón, sino por obra del Espíritu Santo. Mira que el ángel aguarda tu respuesta. (…) También nosotros, los condenados infelizmente a muerte por la divina sentencia, esperamos, Señora, esta palabra de misericordia. Se pone entre tus manos el precio de nuestra salvación; enseguida seremos librados si consientes, (…) porque de tu palabra depende el consuelo de los miserables, la redención de los cautivos, la libertad de los condenados, la salvación, finalmente, de todos los hijos de Adán, de todo tu linaje. (…) Abre, Virgen dichosa, el corazón a la fe, los labios al consentimiento, las castas entrañas al Creador»

El pasaje tiene una revelación acerca de Jesús: El ángel afirma que el Niño será el cumplimiento de las promesas más antiguas como «el trono de David, su padre» (v. 32; cfr Is 9,6), «reinará sobre la casa de Jacob» (v. 33; cfr Nm 24,17) y «su Reino no tendrá fin» (v. 33, cfr 2 S 7,16; Dn 7,14; Mi 4,7), expresiones de vocabulario del Antiguo Testamento. Las consecuencias del asentimiento de María han de verse en el conjunto de la historia de la humanidad. 

Por eso no pocos Padres antiguos afirman gustosamente (…) que “el nudo de la desobediencia de Eva fue desatado por la obediencia de María; que lo atado por la virgen Eva con su incredulidad fue desatado por la Virgen María mediante su fe”; y comparándola con Eva, llaman a María “Madre de los vivientes”, afirmando aún con mayor frecuencia que “la muerte vino por Eva, la vida por María”» 

## Otras interpretaciones

### Cristianismo bizantino

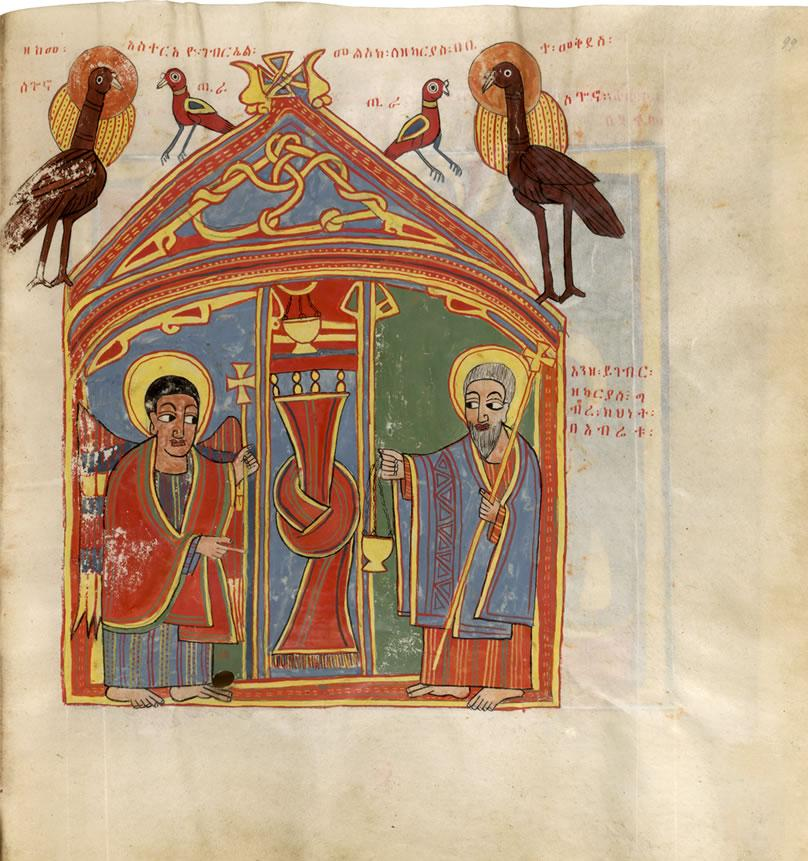
Anunciación a Zacarías, tomada de una Biblia etíope (c. 1700), conservada en la Biblioteca Británica

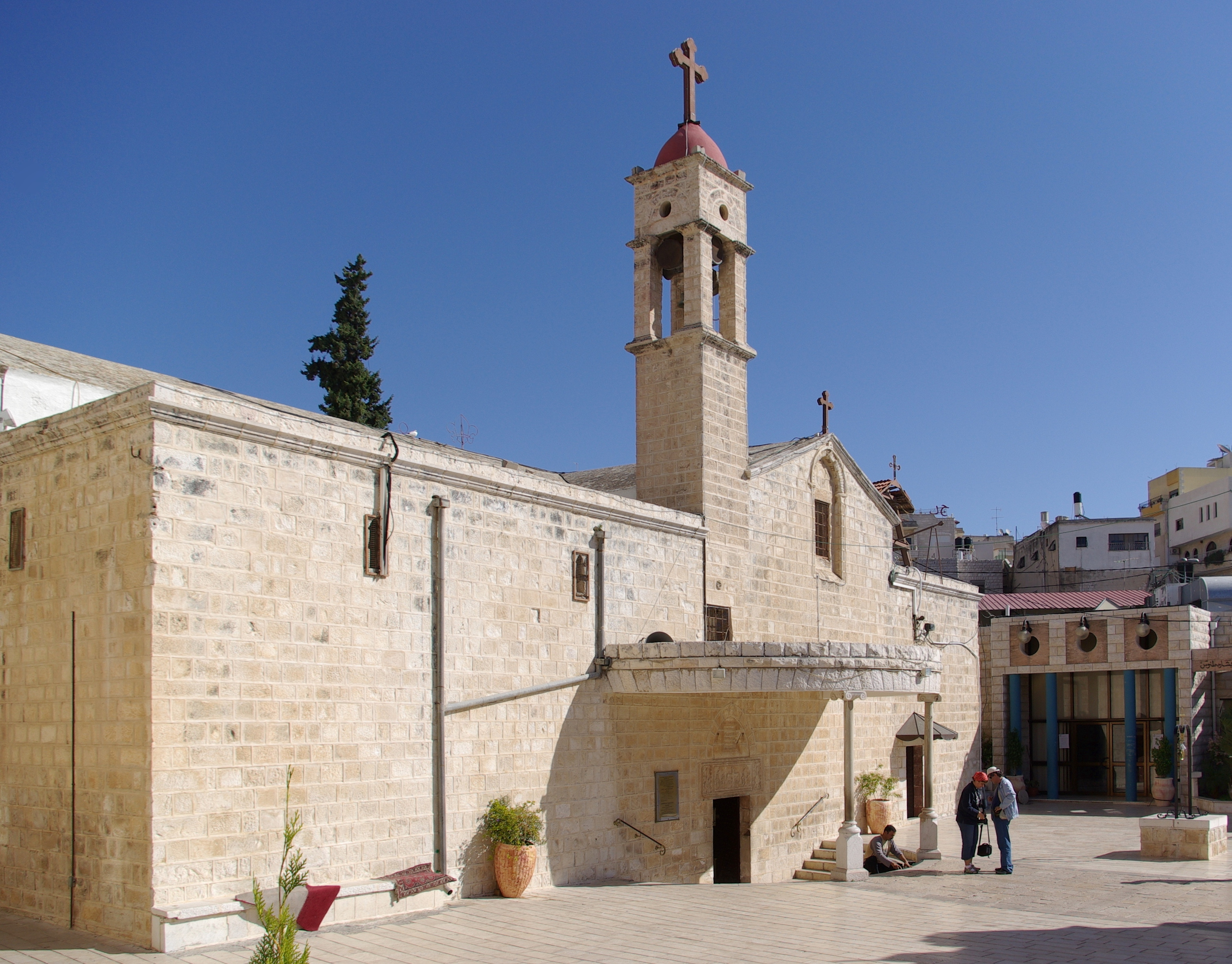
Iglesia Ortodoxa Griega de la Anunciación, Nazaret

En la Iglesia ortodoxa y en las Iglesias católicas orientales de rito bizantino la fiesta de la Anunciación es una de las doce "Grandes Fiestas" del año litúrgico, y se encuentra entre las ocho de ellas que se cuentan como "fiestas del Señor". En toda la Iglesia Ortodoxa, la fiesta se celebra el 25 de marzo. En las iglesias que utilizan el calendario de nuevo estilo (Calendario juliano revisado o Calendario gregoriano), esta fecha coincide con el 25 de marzo en el calendario civil, mientras que en las iglesias que utilizan el antiguo calendario juliano, el 25 de marzo se calcula que cae en el 7 de abril en el calendario civil, y caerá en el 8 de abril a partir del año 2100.
El himno tradicional (tropario) para la fiesta de la Anunciación se remonta a  San Atanasio. Dice así:

Hoy es el comienzo de nuestra salvación,
y la revelación del misterio eterno.
El Hijo de Dios se convierte en el Hijo de la Virgen
Mientras Gabriel anuncia la llegada de la Gracia.
Junto a él clamemos a la Theotokos:, de Θεο, theo-, "Dios", y τοκος, tokos, "portadora".
"¡Alégrate, llena de gracia, el Señor está contigo!"
Como acción iniciadora de la Encarnación de Cristo, la Anunciación ocupa un lugar tan importante en la teología cristiana ortodoxa que la Divina Liturgia festal de San Juan Crisóstomo se celebra siempre en la fiesta, aunque caiga en el Viernes Santo, día en que se recuerda la crucifixión de Jesús. De hecho, la Divina Liturgia se celebra el Viernes Santo sólo cuando éste coincide con la fiesta de la Anunciación. Si la Anunciación cae en la misma Pascua (Domingo de Resurrección), una coincidencia que se denomina Kyriopascha, entonces se celebra conjuntamente con la Resurrección, que es el centro de la Pascua. Debido a estas y otras normas similares, las rúbricas que rodean la celebración de la fiesta son las más complejas de toda la liturgia cristiana ortodoxa.
 San Efrén enseñó que la fecha de la concepción de Jesucristo caía en el 10 de Nisán del calendario hebreo, día en el que se seleccionaba el cordero pascual según el Éxodo-12 (Himno 4 sobre la Natividad). Algunos años, el 10 de Nisán cae en el 25 de marzo, que es la fecha tradicional de la Fiesta de la Anunciación y es una fiesta oficial en Líbano.

### Manuscrito 4Q246 o Apocalipsis arameo
El manuscrito 4Q246 de los Rollos del Mar Muerto dice:
[X] será grande sobre la tierra. Oh rey, todos los pueblos harán la paz, y todos le servirán. Será llamado hijo del Gran Dios, y por su nombre será aclamado como Hijo de Dios, y le llamarán Hijo del Altísimo.
.
Se ha sugerido que la similitud en el contenido es tal que la versión de Lucas puede depender de alguna manera del texto de Qumrán.

### Iglesias que marcan el lugar de la Anunciación
Tanto la católica como la Iglesia ortodoxa sostienen que la Anunciación tuvo lugar en Nazaret, pero difieren ligeramente en cuanto al lugar exacto. La tradición católica sostiene que la Anunciación tuvo lugar en la casa de María, mientras que la tradición ortodoxa sostiene que ocurrió en el pozo del pueblo. La Basílica de la Anunciación señala el lugar preferido por los primeros, mientras que la Iglesia Ortodoxa Griega de la Anunciación señala el preferido por los segundos.

## En el Corán
La Anunciación se describe en el Corán, en la Sura 003:045 (Al-Imrán - La familia de Imran), versículos 45–51 (traducción de Yusuf Ali)
45 ¡Mirad! los ángeles dijeron: "¡Oh María! Dios te da buenas nuevas de una Palabra de Él: su nombre será Cristo Jesús, el hijo de María, tenido en honor en este mundo y en el Más Allá y de (la compañía de) los más cercanos a Dios;"
La Surah 019:016 ( Maryam – Mary ) versículos 16–26 también se refiere a la Anunciación.

## Día de la festividad

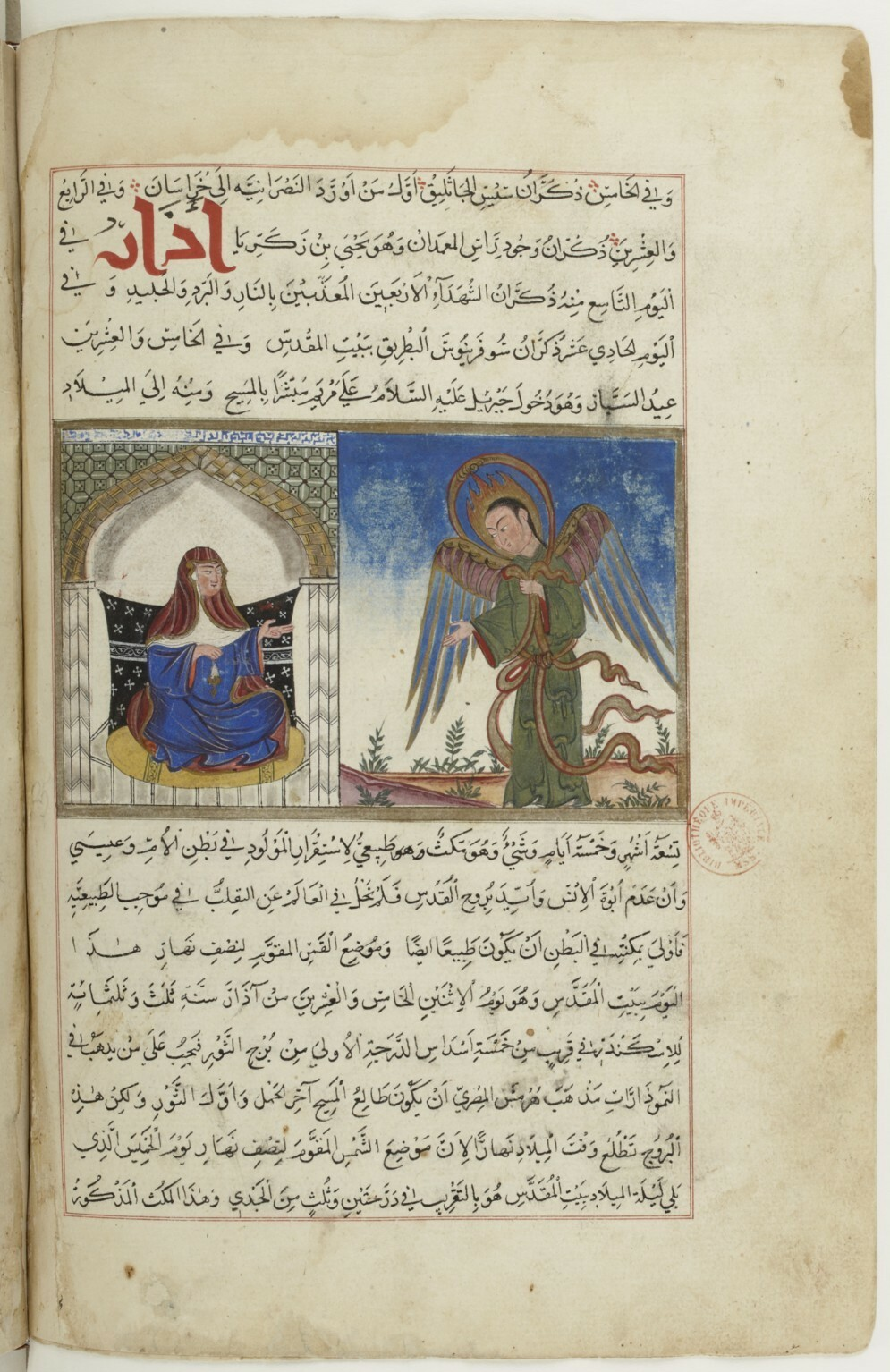
La Anunciación en miniatura

La fiesta de la Anunciación suele celebrarse el 25 de marzo. Sin embargo en la Iglesia Católica, Anglicana y Luterana en sus calendarios litúrgicos, cuando la fecha cae durante la Semana Santa o la Semana de Pascua, se traslada al Segundo Lunes de Pascua. Si es en domingo de cuaresma se recorre al Lunes siguiente. La Iglesia ortodoxa, las Iglesias ortodoxas orientales y las Iglesias católicas orientales no trasladan la fiesta. En cambio, tienen liturgias especiales combinadas para aquellos años en que la Anunciación coincide con otra fiesta. En estas iglesias, incluso el Viernes Santo se celebra una Divina Liturgia cuando coincide con la Anunciación.
En la fiesta de la Anunciación se celebra la Día de la Independencia Griega y el 25 de marzo es también fiesta nacional en el Líbano.
Cuando el sistema de calendario del Anno Domini fue introducido por primera vez por Dionisio el Exiguo en el año 525 d. C., asignó el comienzo del nuevo año al 25 de marzo, ya que, según la teología católica, la era de la gracia comenzó con la Encarnación de Cristo. Las primeras menciones ciertas de la fiesta se encuentran en un canon del año 656 Consejo de Toledo, donde se describe que se celebra en toda la iglesia. El Concilio de Constantinopla del año 692 "Concilio Quinisexto" prohibió la celebración de cualquier fiesta durante la Cuaresma, exceptuando el  Domingo y la Fiesta de la Anunciación. Se había reivindicado un origen anterior por aparecer en manuscritos de los sermones de Atanasio y Gregorio Taumaturgo, pero posteriormente se descubrió que eran espurios.
Junto con la Pascua, el 25 de marzo se utilizaba como Día de Año Nuevo en muchos países cristianos premodernos. La fiesta se trasladó al 1 de enero en Francia por el Edicto de Roussillon de 1564 de Carlos IX. En el Inglaterra, la fiesta de la Anunciación pasó a llamarse Día de la Dama, y el Día de la Dama marcó el inicio del año nuevo inglés hasta 1752. También en Inglaterra, el Sínodo de Worcester de 1240 prohibió todo trabajo servil durante la fiesta de la Anunciación, convirtiéndola en un día de descanso.

## Iconografía

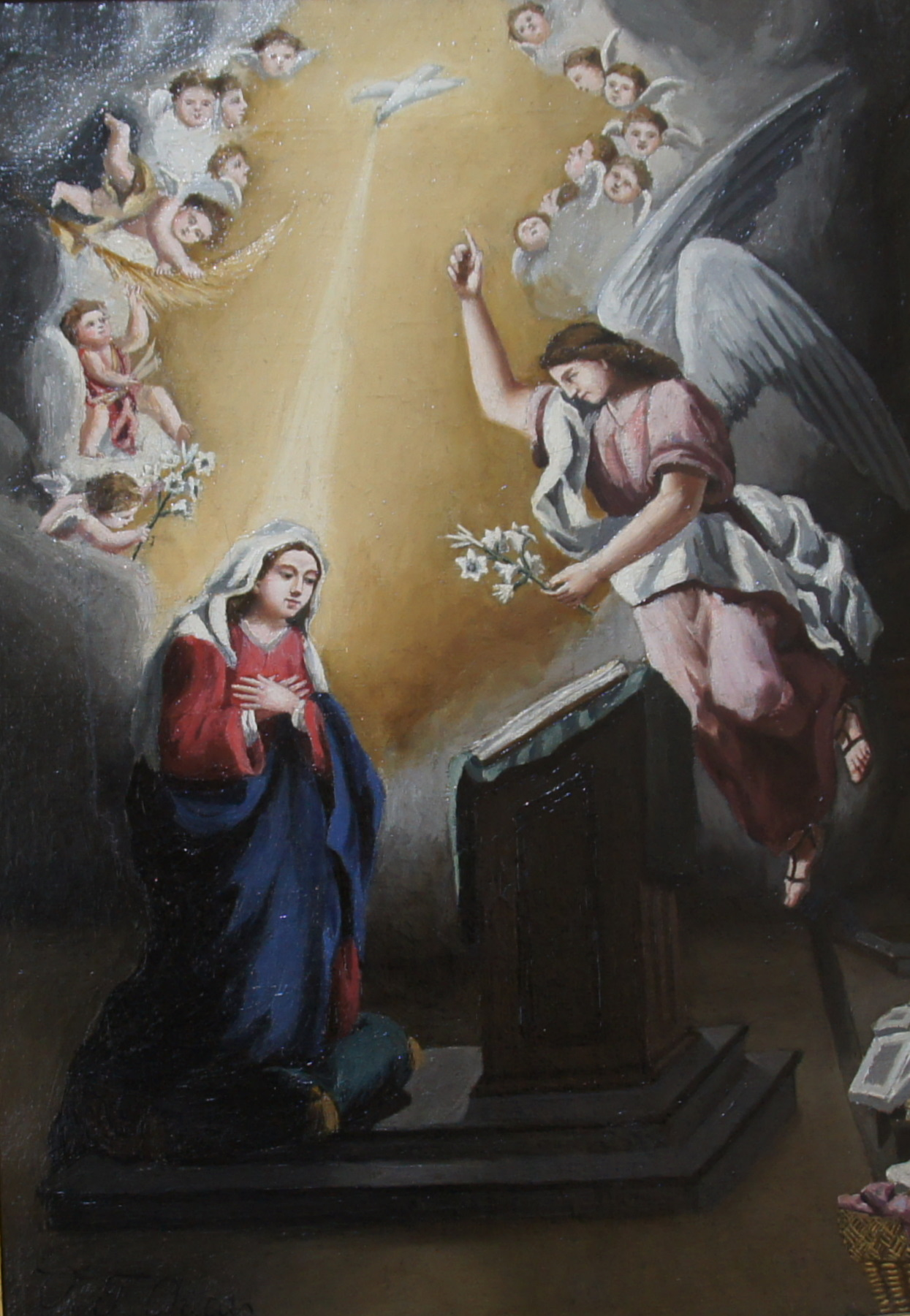
La anunciación de la virgen (Ulpiano Checa). Óleo sobre lienzo. 36,4 x 28,3 cm. 1875

La Anunciación ha sido uno de los temas más frecuentes del arte cristiano. Las representaciones de la Anunciación se remontan al cristianismo primitivo, con la catacumbas de Priscila incluyendo el fresco más antiguo conocido de la Anunciación, que data del siglo IV. Ha sido un tema artístico favorito tanto en el Oriente cristiano como en el arte mariano católico, especialmente durante la Edad Media y el Renacimiento, y figura en el repertorio de casi todos los grandes maestros. 
Las figuras de la virgen María y el ángel Gabriel, al ser emblemáticas de la pureza y la gracia, fueron los temas favoritos del arte mariano católico, donde la escena se utiliza también para representar la virginidad perpetua de María a través del anuncio del ángel Gabriel de que María concebiría un niño que nacería el Hijo de Dios.
Han realizado obras sobre el tema artistas como Sandro Botticelli, Leonardo da Vinci, Caravaggio, Duccio, Henry Ossawa Tanner, Jan van Eyck, y Murillo entre otros. Los mosaicos de Pietro Cavallini en Santa Maria in Trastevere en Roma (1291), los frescos de Giotto en la Capilla Scrovegni en Padua (1303), El fresco de Domenico Ghirlandaio en la iglesia de Santa Maria Novella en Florencia (1486), y la escultura dorada de Donatello en la Basílica de la Santa Cruz (Florencia) (1435) son ejemplos famosos.
En el Islam no existen representaciones artísticas de este evento, ya que existe la prohibición religiosa de realizar imágenes o esculturas de seres animados, aunque es bien reconocido este evento y mencionado en el Corán y en la tradición oral del profeta Mahoma.

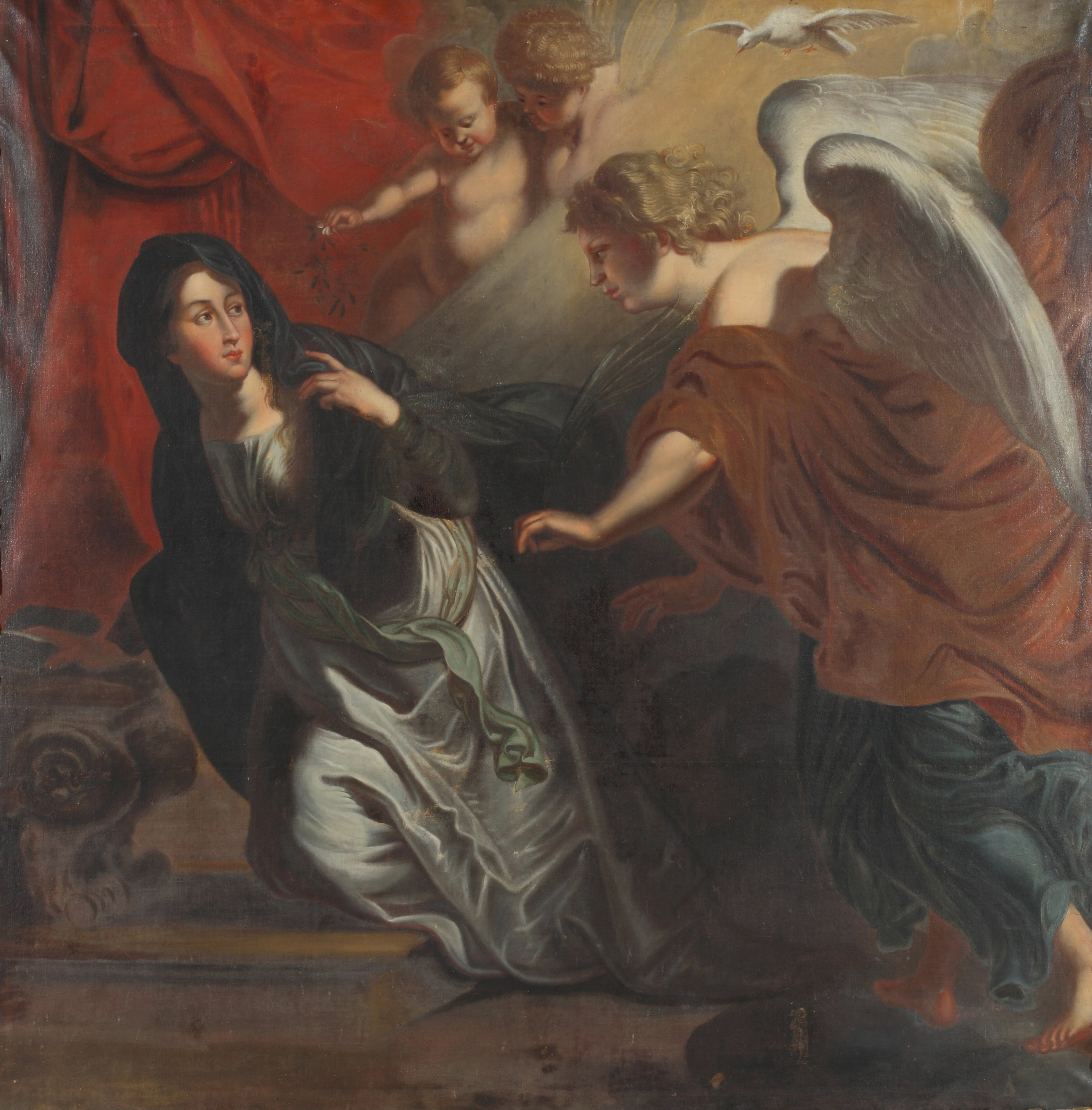
La Anunciación de Johann Christian Schröder, c. 1690
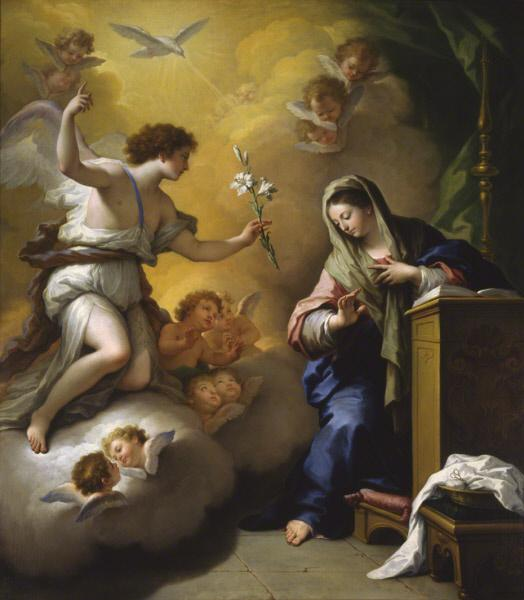
La Anunciación de Paolo de Matteis , 1712, Museo de Arte de Saint Louis, Saint Louis. El lirio blanco en la mano del ángel simboliza la pureza de María[nota 2] en el arte mariano.
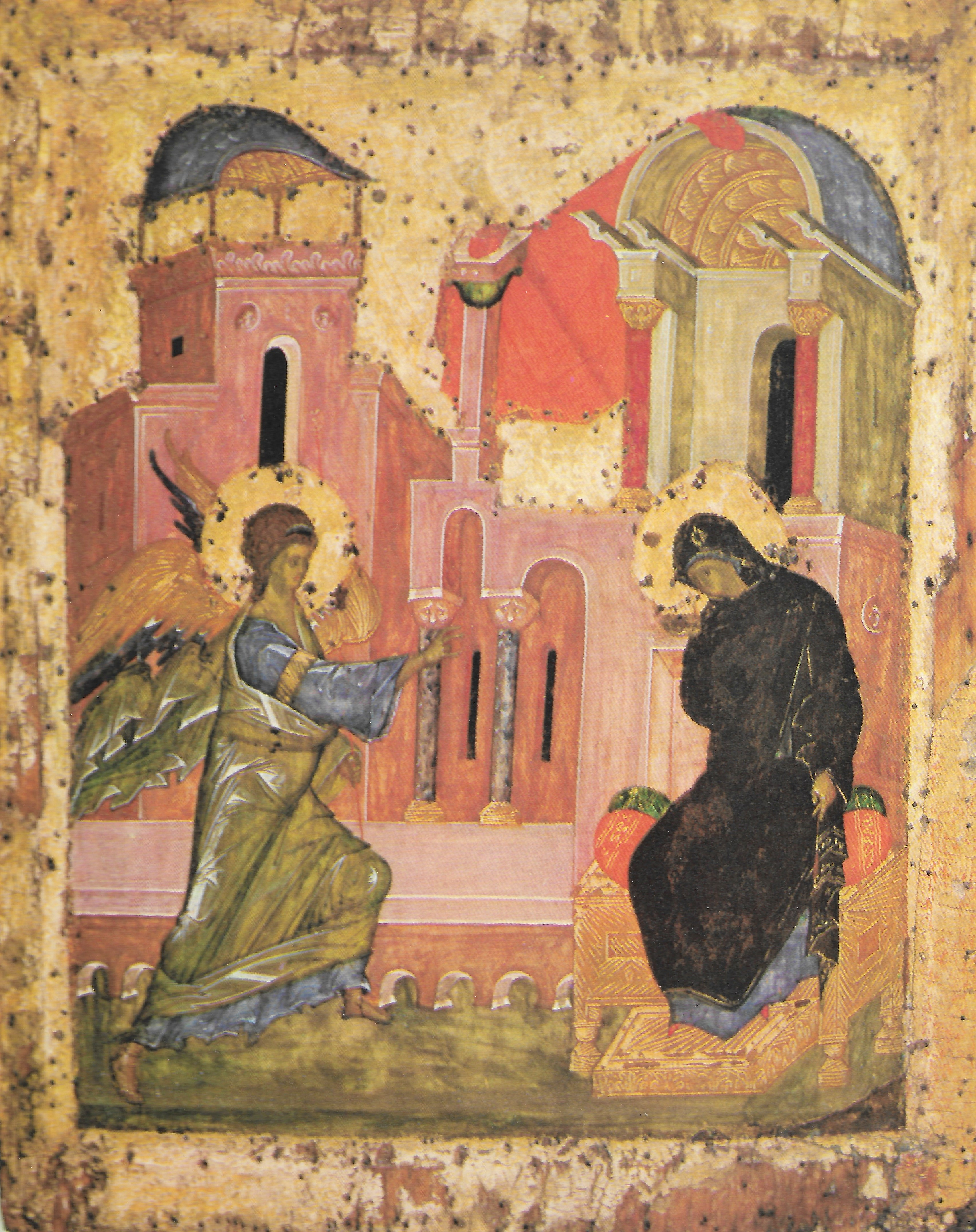
La Anunciación en el arte ruso, siglo XIV.
La Anunciación en el arte armenio por Toros Taronetsi,